# Dream Widow
| Recensione | Giudizio |
| ---------- | -------- |
| Kerrang!   |          |

Dream Widow è un EP del cantante e musicista statunitense Dave Grohl, pubblicato il 25 marzo 2022 dalla Roswell e dalla RCA Records.

## Descrizione
Il disco è stato pubblicato da Grohl sotto lo pseudonimo di Dream Widow, nome della band fittizia che appare sotto forma di spiriti maligni nel film Studio 666, diretto dallo stesso musicista. Riguardo alla realizzazione degli otto brani, Grohl ha spiegato: 
Dal punto di vista musicale il disco si differenzia dai lavori dei Foo Fighters (gruppo principale di Grohl) per le sonorità marcatamente heavy metal influenzate da svariati stili che passano tra il thrash (Encino e March of the Insane), il doom (Angel with Severed Wings e la prima parte di Lacrimus dei Ebrius), lo stoner e il groove (Cold) fino ad arrivare anche a elementi progressive metal (Lacrimus dei Ebrius).

## Promozione
Il 15 febbraio 2022, al fine di anticipare l'uscita dell'EP, è stato reso disponibile un lyric video per il brano March of the Insane attraverso il canale YouTube dei Foo Fighters, venendo estratto come singolo nello stesso giorno.
Il 25 novembre il disco è stato distribuito in formato vinile in occasione dell'annuale Record Store Day speciale Black Friday in tiratura limitata a 12 000 copie.

## Tracce
1. Encino – 1:38
2. Cold – 5:13
3. March of the Insane – 3:31
4. The Sweet Abyss – 4:19
5. Angel with Severed Wings – 4:32
6. Come All Ye Unfaithful – 5:34
7. Becoming – 7:20
8. Lacrimus dei Ebrius – 10:20

## Formazione
Musicisti
- Dave Grohl – batteria, basso, chitarra, voce, tastiera (traccia 6)
- Jim Rota – chitarra solista (tracce 1-5)
- Oliver Roman – tastiera (tracce 2 e 4)
- Rami Jaffee – tastiera (tracce 5 e 8)

Produzione
- Dave Grohl – produzione
- Darrell Thorp – ingegneria del suono
- Oliver Roman – ingegneria del suono
- John Lousteau – ingegneria del suono
- Jerred Polacci – assistenza tecnica
- Charlie Lo Presti – assistenza tecnica
- Darrell Thorp – missaggio
- David Ives – mastering

## Classifiche
| Classifica (2022)          | Posizione massima |
| -------------------------- | ----------------- |
| Regno Unito (rock & metal) | 5                 |